# أهارون مسكين
أهارون مسكين (بالعبرية: אהרן מסקין‏) (1898–1974) ممثل مسرحي إسرائيلي.
في عام 1960 حصل مسكين على جائزة إسرائيل في المسرح. 

## حياته

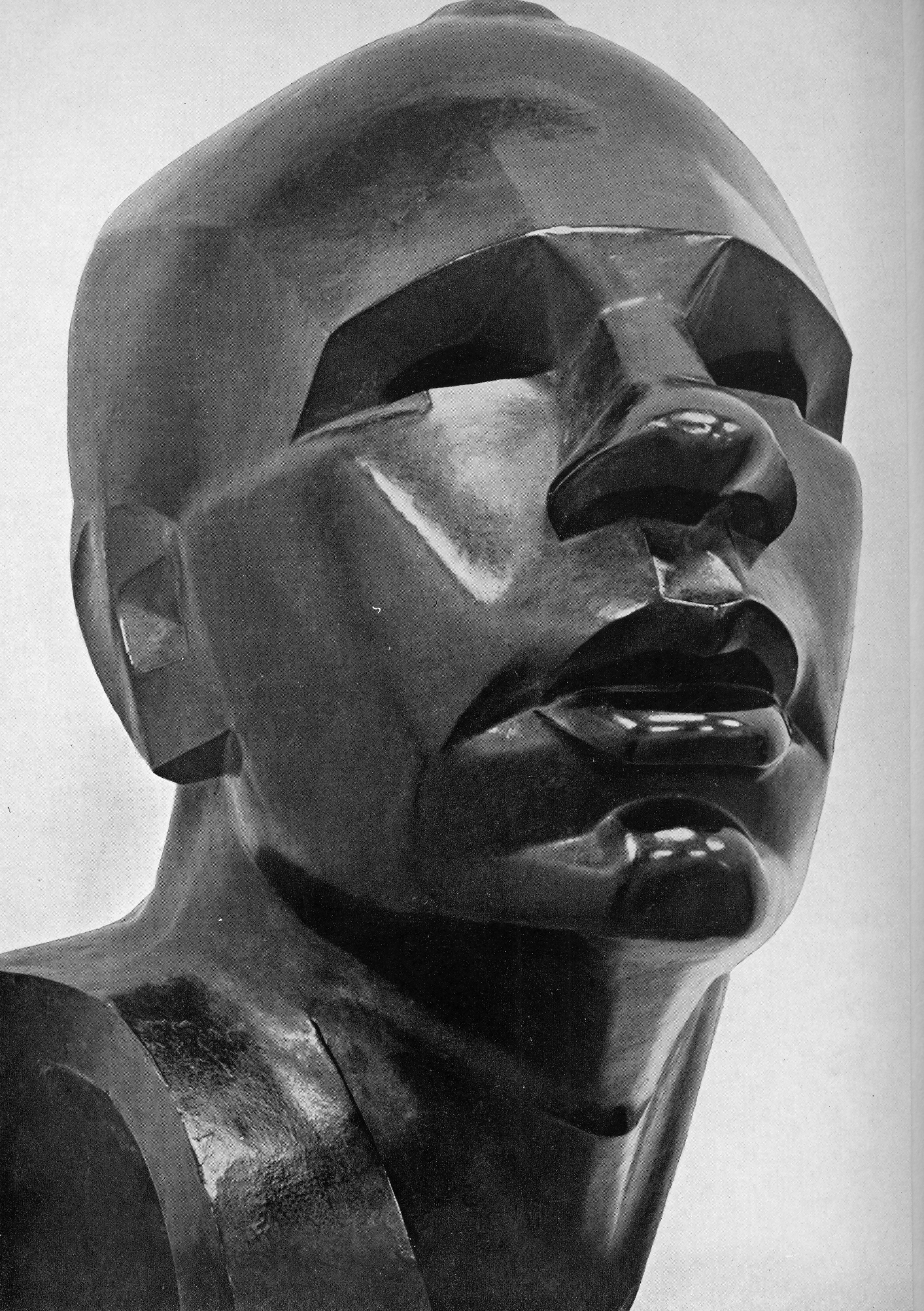
تمثال "أهارون مسكين" للنحات زائيف بن تسفي

ولد أهارون مسكين في عام 1898 في موغيليف في الإمبراطورية الروسية (وتقع حاليا في بيلاروسيا). والديه هما موشيه مسكين وراشيل تشسانوف. وبعد الثورة الروسية، انضم مسكين إلى الجيش الأحمر، ورقي لرتبة ضابط. وفي عام 1919 كان مسؤولاً عن توزيع الطعام على سكان موسكو. خلال هذه الفترة التقى بأعضاء مسرح هابيما الذي تأسس مؤخرًا في موسكو وكان يمدهم بالطعام.
التحق بمسرح هابيما عام 1922 ومثل في مسرحية «بين عالمين» للمخرج س. أنسكي.
في عام 1928 هاجر إلى فلسطين تحت الانتداب البريطاني.
خلال مسيرته على المسرح العبري، قام مسكين بتمثيل العديد من الأدوار الرئيسية منها دور عطيل، ودور الغوليم، ودور شيلوك (في مسرحية شكسبير تاجر البندقية)، ودور ويلي لومان في مسرحية وفاة بائع متجول، ودور القس الأسود ستيفن كومالو في مسرحية «ابك يا بلدي الحبيب»، ودور الكابتن كويغ في مسرحية «تمرد كين»، والعديد من الأدوار الأخرى. وكانت آخر مسرحية له هي «غجر يافا» لنسيم ألوني التي أنتجت عام 1971.

## الجوائز والتقدير

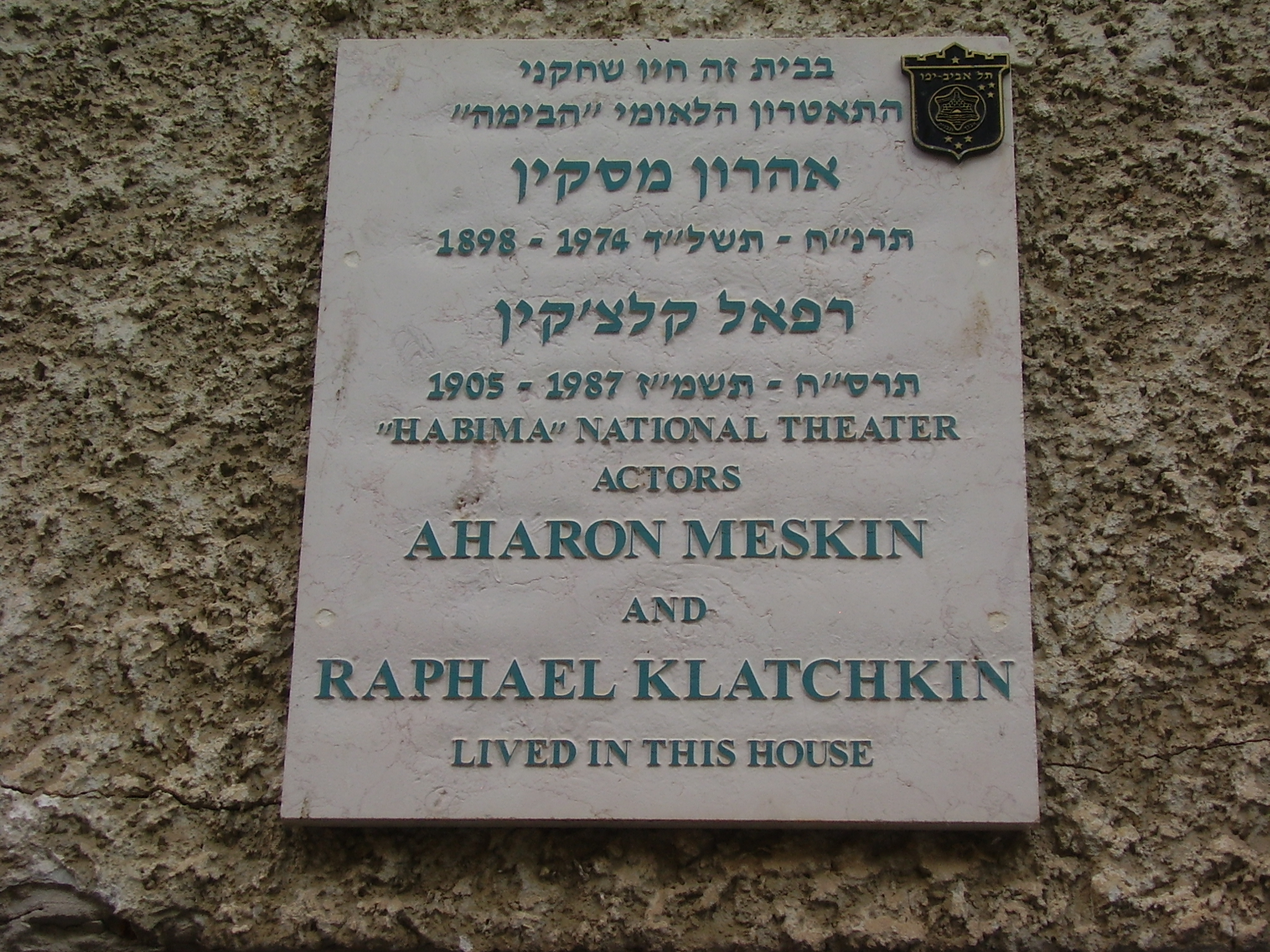
لوحة تذكارية على منزل مسكين في تل أبيب

- في عام 1960 حصل مسكين على جائزة إسرائيل في المسرح.[3]